# Khorol
Khorol (ukrainsk: Хоро́л, ukrainsk udtale: [xoˈrɔɫ]) er en by i Poltava oblast i det centrale Ukraine. Byen har 12.720 (2021) indbyggere. Den var indtil 2020 det administrative centrum for Khorol rajon og ligger nu i Lubny rajon.
Bemærkelsesværdige personer fra Khorol omfatter Ben-Zion Dinur og Aryeh Dvoretzky.

## Navn
Byen er opkaldt efter floden Khorol, som den ligger ved.

## Galleri
- Jomfru Marias himmelfartskirke i  Khorol
- Jernbanestation
- Motorvej M03 nær Khorol
- Khorolfloden